# Lekkoatletyka na Letnich Igrzyskach Olimpijskich 2008 – pchnięcie kulą kobiet
Turniej pchnięcia kulą kobiet na Letnich Igrzyskach Olimpijskich 2008 odbył się 16 sierpnia na Stadionie Narodowym w Pekinie. Kwalifikacje do turnieju finałowego rozpoczęły się o godzinie 9:10, a sama runda finałowa - 21:10.
Wymagane minimum A do awansu na Igrzyska Olimpijskie wynosiło 18,35 m, natomiast minimum B - 17,20 m.
Złoty medal zdobyła Valerie Vili z Nowej Zelandii, uzyskując odległość 20,56 metrów. Pierwotnie srebrny i brązowy medal zdobyły zawodniczki białoruskie Natalla Michniewicz i Nadzieja Astapczuk, lecz zostały zdyskwalifikowane i ich pozbawione z powodu dopingu.
| Poz. - pozycja \| Nr - numer startowy                                           |
| PB - rekord życiowy \| SB - najlepszy wynik w sezonie \| AR - rekord kontynentu |
| NM - brak zaliczonego rzutu \| X - próba spalona                                |
| * wyniki podawane w metrach                                                     |

## Rekordy
W poniższej tabeli przedstawione są rekord świata i rekord olimpijski przed rozegraniem turnieju, tj. na 15 sierpnia 2008 roku.
| Rekord świata                                  | Natalja Lisowska (URS)   | 22,63 m | Moskwa, Związek Radziecki | 07.06.1987 |
| Rekord olimpijski                              | Ilona Slupianek (GDR)    | 22,41 m | Moskwa, Związek Radziecki | 24.07.1980 |
| Rekord Afryki                                  | Vivian Chukwuemeka (NGR) | 18,35 m | Ijebu-Ode, Nigeria        | 17.04.2006 |
| Rekord Ameryki Południowej                     | Elisângela Adriano (BRA) | 19,30 m | Tunja, Kolumbia           | 14.07.2001 |
| Rekord Ameryki Północnej, Środkowej i Karaibów | Belsy Laza (CUB)         | 20,96 m | Meksyk, Meksyk            | 02.05.1992 |
| Rekord Azji                                    | Li Meisu (CHN)           | 21,76 m | Shijiazhuang, Chiny       | 23.04.1988 |
| Rekord Oceanii                                 | Valerie Vili (NZL)       | 20,54 m | Osaka, Japonia            | 26.08.2007 |

## Przebieg zawodów

### Runda kwalifikacyjna
Awans do rundy finałowej uzyskały kulomiotki, które spełniły minium 18,45 m (Q).

#### Grupa A
| Poz. | Nr   | Kulomiotka                   | Narodowość        | 1     | 2     | 3     | Rezultat | Uwagi |
| ---- | ---- | ---------------------------- | ----------------- | ----- | ----- | ----- | -------- | ----- |
| 1    | 2545 | Valerie Vili                 | Nowa Zelandia     | 19,73 |       |       | 19,73    | Q     |
| 2    | 1341 | Li Meiju                     | Chiny             | 19,18 |       |       | 19,18    | Q, PB |
| DQ   | 1176 | Natalla Michniewicz          | Białoruś          | 19,11 |       |       | 19,11    | Q     |
| 3    | 1901 | Christina Schwanitz          | Niemcy            | X     | 17,97 | 19,09 | 19,09    | Q     |
| 4    | 1467 | Misleydis González           | Kuba              | 18,42 | 18,91 |       | 18,91    | Q     |
| 5    | 2080 | Chiara Rosa                  | Włochy            | 18,74 |       |       | 18,74    | Q, SB |
| 6    | 3144 | Jillian Camarena             | Stany Zjednoczone | 18,15 | 18,32 | 18,51 | 18,51    | Q, SB |
| 7    | 1456 | Mailín Vargas                | Kuba              | 18,47 |       |       | 18,47    | Q     |
| 8    | 2819 | Olga Iwanowa                 | Rosja             | 17,69 | 18,27 | 18,46 | 18,46    | Q     |
| 9    | 1906 | Denise Hinrichs              | Niemcy            | 18,36 | 18,27 | X     | 18,36    |       |
| 10   | 1169 | Janina Karolczyk-Prawalinska | Białoruś          | 17,44 | 17,77 | 17,79 | 17,79    |       |
| 11   | 2715 | Anca Heltne                  | Rumunia           | 17,48 | X     | 17,40 | 17,48    |       |
| 12   | 1324 | Natalia Duco                 | Chile             | 17,24 | X     | 17,40 | 17,40    |       |
| 13   | 3181 | Kristin Heaston              | Stany Zjednoczone | X     | 17,34 | 17,34 | 17,34    |       |
| 14   | 1947 | Irini Terzoglou              | Grecja            | 16,08 | 16,14 | 16,50 | 16,50    |       |
| 15   | 2234 | Jolanta Uljewa               | Kazachstan        | 15,49 | X     | 15,06 | 15,49    |       |
| 16   | 2309 | Lee Mi-young                 | Korea Południowa  | 14,76 | X     | 15,10 | 15,10    |       |
| 18   | 1602 | Irache Quintanal             | Hiszpania         | X     | X     | X     | 0NM      |       |

### Kolejność startowa
| Kolejność startowa | 1    | 2    | 3    | 4    | 5    | 6    | 7    | 8    | 9    | 10   | 11   | 12   | 13   | 14   | 15   | 16   | 17   | 18   |
| ------------------ | ---- | ---- | ---- | ---- | ---- | ---- | ---- | ---- | ---- | ---- | ---- | ---- | ---- | ---- | ---- | ---- | ---- | ---- |
| Kolejność startowa | 1906 | 1341 | 2309 | 1176 | 3181 | 2234 | 1947 | 1467 | 1324 | 2080 | 1169 | 2715 | 3144 | 1901 | 2545 | 2819 | 1602 | 1456 |

## Grupa B
| Poz. | Nr   | Kulomiotka            | Narodowość        | 1     | 2     | 3     | Rezultat | Uwagi |
| ---- | ---- | --------------------- | ----------------- | ----- | ----- | ----- | -------- | ----- |
| 1    | 1340 | Gong Lijiao           | Chiny             | 19,46 |       |       | 19,46    | Q, PB |
| DQ   | 1168 | Nadzieja Astapczuk    | Białoruś          | 19,08 |       |       | 19,08    | Q     |
| 2    | 2838 | Anna Omarowa          | Rosja             | 18,26 | X     | 18,74 | 18,74    | Q     |
| 3    | 1347 | Li Ling               | Chiny             | 18,60 |       |       | 18,60    | Q     |
| 4    | 1907 | Nadine Kleinert       | Niemcy            | 18,52 |       |       | 18,52    | Q     |
| 5    | 3273 | Michelle Carter       | Stany Zjednoczone | 18,49 |       |       | 18,49    | Q     |
| 6    | 3009 | Cleopatra Borel-Brown | Trynidad i Tobago | 17,96 | 17,32 | 17,57 | 17,96    |       |
| 7    | 2076 | Assunta Legnante      | Włochy            | 16,93 | 17,76 | X     | 17,76    |       |
| 8    | 1473 | Yumileidi Cumbá       | Kuba              | X     | 17,60 | X     | 17,60    |       |
| 9    | 2517 | Vivian Chukwuemeka    | Nigeria           | 17,15 | 17,05 | X     | 17,15    |       |
| 10   | 2841 | Irina Chudoroszkina   | Rosja             | 16,46 | 16,84 | 16,78 | 16,84    |       |
| 11   | 2977 | ʻAna Poʻuhila         | Tonga             | 16,21 | 16,42 | 16,35 | 16,42    |       |
| 12   | 3002 | Lin Chia-ying         | Chińskie Tajpej   | 16,24 | X     | 16,32 | 16,32    |       |
| 13   | 2866 | Zhang Guirong         | Singapur          | X     | 16,23 | 16,08 | 16,23    |       |
| 14   | 1855 | Mariam Kewchiszwili   | Gruzja            | X     | 15,99 | X     | 15,99    |       |
| 15   | 2143 | Zara Northover        | Jamajka           | 15,73 | 15,85 | 15,64 | 15,85    |       |
| 17   | 2577 | Krystyna Zabawska     | Polska            | X     | X     | X     | 0NM      |       |

### Kolejność startowa
| Kolejność startowa | 1    | 2    | 3    | 4    | 5    | 6    | 7    | 8    | 9    | 10   | 11   | 12   | 13   | 14   | 15   | 16   | 17   |
| ------------------ | ---- | ---- | ---- | ---- | ---- | ---- | ---- | ---- | ---- | ---- | ---- | ---- | ---- | ---- | ---- | ---- | ---- |
| Kolejność startowa | 1347 | 2841 | 3009 | 1855 | 2577 | 1340 | 2076 | 2517 | 2838 | 2977 | 3002 | 2866 | 1907 | 1473 | 3273 | 1168 | 2143 |

## Runda finałowa
| Poz. | Nr   | Kulomiotka          | Narodowość        | 1     | 2     | 3     | 4     | 5     | 6     | Rezultat | Uwagi |
| ---- | ---- | ------------------- | ----------------- | ----- | ----- | ----- | ----- | ----- | ----- | -------- | ----- |
| 1    | 2545 | Valerie Vili        | Nowa Zelandia     | 20,56 | 20,40 | 20,26 | 20,01 | 20,52 |       | 20,56    | AR    |
| 2    | 1467 | Misleydis González  | Kuba              | 19,30 | X     | 19,01 | 19,23 | 19,50 | X     | 19,50    | PB    |
| 3    | 1340 | Gong Lijiao         | Chiny             | 18,45 | 18,75 | 18,90 | 18,92 | 19,04 | 19,20 | 19,20    |       |
| 4    | 2838 | Anna Omarowa        | Rosja             | 19,08 | 18,21 | X     | X     | X     | 18,76 | 19,08    |       |
| 5    | 1907 | Nadine Kleinert     | Niemcy            | 18,30 | 18,68 | 19,01 | 18,99 | X     | 18,81 | 19,01    |       |
| 6    | 1341 | Li Meiju            | Chiny             | 18,68 | 18,99 | 18,74 | X     | 18,85 | 19,00 | 19,00    |       |
| 7    | 2819 | Olga Iwanowa        | Rosja             | 17,96 | X     | 18,44 |       |       |       | 18,44    |       |
| 8    | 1456 | Mailín Vargas       | Kuba              | 18,28 | 17,88 | 17,74 |       |       |       | 18,28    |       |
| 9    | 1901 | Christina Schwanitz | Niemcy            | X     | 17,96 | 18,27 |       |       |       | 18,27    |       |
| 10   | 3144 | Jillian Camarena    | Stany Zjednoczone | 18,09 | 18,24 | 17,44 |       |       |       | 18,24    |       |
| 11   | 2080 | Chiara Rosa         | Włochy            | 18,22 | 17,98 | X     |       |       |       | 18,22    |       |
| 12   | 1347 | Li Ling             | Chiny             | 17,94 | X     | 17,81 |       |       |       | 17,94    |       |
| 13   | 3273 | Michelle Carter     | Stany Zjednoczone | 16,97 | 17,65 | 17,74 |       |       |       | 17,74    |       |
| DQ   | 1176 | Natalla Michniewicz | Białoruś          | 19,16 | 20,28 | 19,87 | 19,82 | 19,94 | 20,10 | 20,28    |       |
| DQ   | 1168 | Nadzieja Astapczuk  | Białoruś          | X     | 18,69 | 18,36 | X     | 19,86 | 19,36 | 19,86    |       |

### Kolejność startowa
| Kolejność startowa | 1    | 2    | 3    | 4    | 5    | 6    | 7    | 8    | 9    | 10   | 11   | 12   | 13   | 14   | 15   |
| ------------------ | ---- | ---- | ---- | ---- | ---- | ---- | ---- | ---- | ---- | ---- | ---- | ---- | ---- | ---- | ---- |
| Próby 1-3          | 1901 | 2819 | 1456 | 2545 | 1340 | 1347 | 3273 | 1341 | 3144 | 1176 | 1907 | 2080 | 2838 | 1168 | 1467 |
| Próby 4-5          | 1168 | 1340 | 1341 | 1907 | 2838 | 1467 | 1176 | 2545 |      |      |      |      |      |      |      |
| Próba 6            | 1341 | 1907 | 1340 | 2838 | 1467 | 1168 | 1176 | 2545 |      |      |      |      |      |      |      |